# 磯山沙也加
磯山沙也加（日语：／ Isoyama Sayaka，1983年10月23日—），是日本茨城縣人，出生於水戶市及鉾田市出身的寫真偶像、演員、體育作家。

## 人物
- 1983年生於茨城縣水戶市，在同縣鉾田市成長。2001年演藝界出道[3]，自始以本名活動。

- 據自述家族女性胸部都不小，姊姊有E罩杯、母親胸圍更是達100公分。[4]小學的時候胸部開始變大、並穿上運動內衣，曾對此有情結而感到困擾。[4][5]

- 中学時体弱多病，出席日数都快不足了仍力不從心，往往從醫院到學校上學。[3]

- 高中唸茨城縣立鉾田第二高校[1]、擔任棒球社領隊[4]，喜歡觀看體育賽事，不僅是日本職業足球聯盟鹿島鹿角隊、也是日本職棒東京養樂多燕子隊球迷。2005年在「SWALLOWS BASEBALL L!VE」轉播比賽節目中以領隊身份演出，該隊於2006年經由當時監督古田敦也授予公認領隊身份做形象代言。後來將這段經歷的心得及觀察整理出書。

- 2012年2月7日播出的「男女糾察隊」中，逗到握拳揮臂跺腳的樣子看起來像哆啦A夢，從此以後，在這節目就被戲稱為「磯山A夢」。

## 主要活動

### 電視劇
- HERO 第5話（2001年2月5日、富士電視台） - バスの女子高生 役
- 早乙女タイフーン（2001年7 - 9月、朝日電視台）
- お見合い放浪記（2002年10月、NHK） - ポスターの美女 役
- エ・アロール 第2話（2003年10月、TBS） - デリヘル嬢「マロン」 役
- 超星神グランセイザー（2003年10月 - 2004年9月、東京電視台） - 早乙女蘭/セイザーヴィジュエル役
- 2ndハウス（2006年1月13日 - 3月31日、東京電視台） - 主演：中嶋亜希 役
- ワタシ2.1（2007年9月25日、關西電視台） - 佐野美月 役
- 水戸黄門 第39部（2008年10月13日 - 2009年3月23日、TBS） - 山野辺早月 役
- リセット 第13話（2009年4月10日、讀賣電視台） - 倉木麗奈 役
- 東京DOGS 第7話（2009年11月30日、富士電視台）
- まっつぐ〜鎌倉河岸捕物控〜 第7話「亮吉 失踪」（2010年6月19日、NHK） - おきぬ 役
- 示談交渉人 ゴタ消し 第2話（2011年1月13日、讀賣電視台） - 村田かおり 役
- 警視庁機動捜査隊216 II（2011年10月31日、TBS） - 吉岡真里菜 役
- 搖滾王子東京店 第8話（2012年2月28日、關西電視台）
- 女人的規則（2013年4月8日 - 6月14日、NOTTV） - 松本奈奈美 役
- 有錢人家鳥事多 第1話（2018年1月13日、日本電視台） - 島畑富士子 役
- 科搜研之女 SEASON19 第11話 （2019年8月1日、朝日電視台） - 和田芽衣子 役
- 4分鐘的金盞菊（2019年、TBS） - 鈴本千冬 役
- Red Eyes 監視捜査班 最終話（2021年3月27日、日本電視台） - 鳥羽梓 役
- 探偵☆星鴨 第5話（2021年5月25日、日本電視台） - 西田 役
- 孤獨的美食家 Season9 第4話（2021年7月31日、東京電視台） - 女店員 役
- 大河劇 鎌倉殿的13人 第42回（2022年11月6日、NHK） - サツキ 役
- 解謊偵探少女（2024年10月7日 - 12月16日、富士電視台）- 倉田ヨシ江 役
- 老公，你能不能去死一死（2025年4月7日 - 6月23日、東京電視台）- 主演：榊友里香 役

## 外部連結
- http://ameblo.jp/sayaka-isoyama/ （页面存档备份，存于）
- 磯山沙也加的X（前Twitter）